# Jiří Kristián z Valdštejna-Vartenberka
Jiří Kristián hrabě z Walstein-Wartenbergu, také z Valdštejna-Vartenberka (německy Georg Cristian Graf von Waldstein-Wartenberg; 16. dubna 1743 Praha – 6. října 1791 Litomyšl) byl český šlechtic z rodu Valdštejnů.

## Životopis

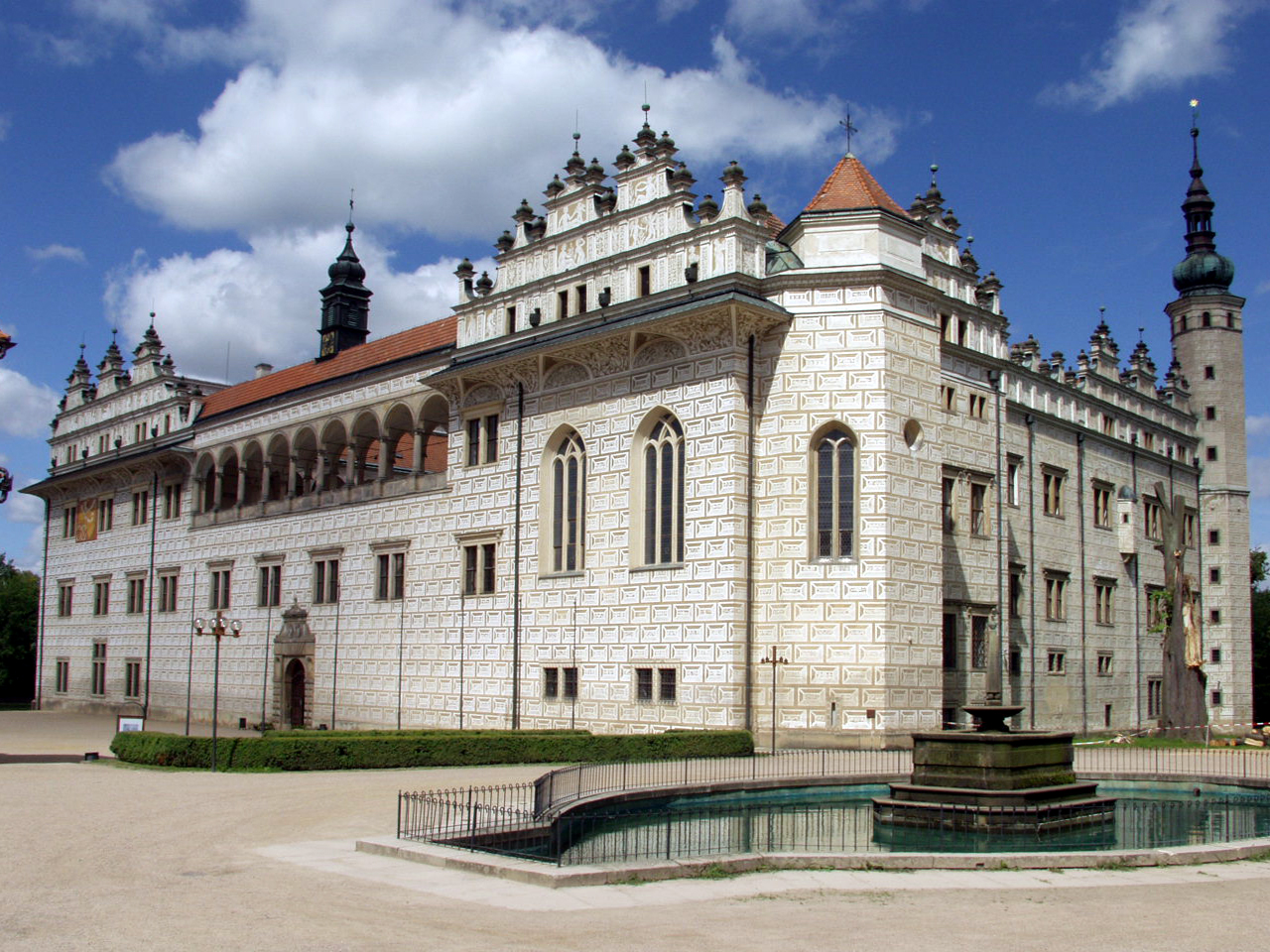
Zámek Litomyšl

Narodil se jako syn Františka Josefa Jiřího z Valdštejna-Vartenberka (1709–1771) a jeho manželky Marie Františky Josefy z Trauttmansdorffu (1704–1757).
Po vstupu otce Františka Josefa Jiřího do kláštera v roce 1759 zdědil Jiří Kristián panství Litomyšl, které však do nabytí Jiřího zletilosti v roce 1765 spravoval jeho starší bratr Emanuel Filibert, pán na Duchcově. Mezi Jiřího záliby patřili především koně a divadlo. Ve druhém patře litomyšlského zámku začal budovat divadelní sál, který však v roce 1768 vyhořel. Z čestných hodností dosáhl titulů císařského komořího a skutečného tajného rady.
Hrabě Jiří Kristián zemřel nedlouho po smrti své manželky, v říjnu roku 1791.

## Rodina
Dne 25. srpna 1765 se Jiří Kristián v tyrolském Innsbrucku oženil s hraběnkou Marií Alžbětou z Ulfeldtu (1747–1791), dcerou nejvyššího hofmistra Antonína Corfitze z Ulfeldu, dámou Řádu hvězdového kříže. Z jejich manželství se narodilo devět dětí.
- 1. Marie Josefa Alžběta (1767–1820), jeptiška
- 2. Jiří Josef Jan Nepomuk (1768–1825), c. k. komoří, generálmajor, majitel panství Litomyšl, Duchcov a Litvínov, manž. 1792 Marie Františka hraběnka z Hohenfeldu (1771–1831), dáma Řádu hvězdového kříže
- 3. Marie Alžběta Johana (1769–1813), dáma Řádu hvězdového kříže, I. manž. 1789 hrabě Josef Károlyi (1768–1803), c. k. komoří, II. manž. 1807 hrabě August Keglevich de Buzim (1759–1813)
- 4. Marie Antonie (1771–1854), c. k. palácová dáma, dáma Řádu hvězdového kříže, manž. 1792 kníže Ferenc József Koháry de Csabrág (1767–1826), c. k. tajný rada, komoří, nejvyšší komorník Uherského království, prezident uherské dvorské komory, majitel panství Čabraď a Svätý Anton
- 5. Emanuel Jan Křtitel (1773–1829), c. k. komoří
- 6. Vilemína Johana (1775–1849), c. k. palácová dáma, dáma Řádu hvězdového kříže, manž. 1801 hrabě Jeroným Karel Colloredo-Mansfeld (1775–1822), c. k. tajný rada, komoří, polní zbrojmistr
- 7. František de Paula Jan Křtitel (1776–1795), důstojník císařské armády, padl ve válce proti Francii
- 8. Jan Nepomuk Cyril Metoděj (1778–1783)
- 9. Ludovika Aloisie (1779–1783)